# Valentina Meredova
Valentina Meredova, nata Nazarova (Aşgabat, 29 settembre 1984), è una velocista turkmena, ha rappresentato il proprio paese ai Giochi olimpici di Pechino 2008.

## Palmarès
| Anno | Manifestazione                    | Sede     | Evento         | Risultato  | Prestazione | Note                                     |
| ---- | --------------------------------- | -------- | -------------- | ---------- | ----------- | ---------------------------------------- |
| 2005 | Mondiali                          | Helsinki | 100 m piani    | Batteria   | 12"87       |                                          |
| 2006 | Mondiali indoor                   | Mosca    | 60 m piani     | Batteria   | 7"78        |                                          |
| 2006 | Giochi asiatici                   | Doha     | 100 m piani    | Batteria   | 12"31       |                                          |
| 2007 | Mondiali                          | Osaka    | 100 m piani    | Batteria   | 12"02       | Miglior prestazione personale stagionale |
| 2008 | Mondiali indoor                   | Valencia | 60 m piani     | Batteria   | 7"72        |                                          |
| 2008 | Giochi olimpici                   | Pechino  | 100 m piani    | Batteria   | 11"94       |                                          |
| 2014 | Giochi asiatici                   | Incheon  | 100 m piani    | Batteria   | 12"06       |                                          |
| 2015 | Asiatici                          | Wuhan    | 100 m piani    | Semifinale | 11"91       |                                          |
| 2015 | Mondiali                          | Pechino  | 100 m piani    | Batteria   | 12"25       |                                          |
| 2016 | Asiatici indoor                   | Doha     | 60 m piani     | Semifinale | 7"74        |                                          |
| 2016 | Mondiali indoor                   | Portland | 60 m piani     | Batteria   | 7"89        |                                          |
| 2017 | Giochi della solidarietà islamica | Baku     | 100 m piani    | Semifinale | 12"03       |                                          |
| 2017 | Giochi asiatici indoor            | Aşgabat  | 60 m piani     | 6ª         | 7"58        |                                          |
| 2017 | Giochi asiatici indoor            | Aşgabat  | 4x400 m        | Bronzo     | 3'50"39     |                                          |
| 2017 | Giochi asiatici indoor            | Aşgabat  | Salto in lungo | 7ª         | 5,58 m      |                                          |
| 2018 | Asiatici indoor                   | Teheran  | 60 m piani     | 6ª         | 7"54        |                                          |
| 2019 | Asiatici                          | Doha     | 100 m piani    | Batteria   | 12"06       |                                          |
| 2023 | Asiatici indoor                   | Astana   | 60 m piani     | 8ª         | 7"54        |                                          |
| 2023 | Asiatici                          | Bangkok  | 100 m piani    | Batteria   | 12"05       |                                          |
| 2024 | Giochi olimpici                   | Parigi   | 100 m piani    | Batteria   | 11"95       |                                          |
| 2025 | Mondiali indoor                   | Nanchino | 60 m piani     | Batteria   | 7"68        | Miglior prestazione personale stagionale |